# Религия в Приднестровской Молдавской Республике
Религия в Приднестровской Молдавской Республике — совокупность религиозных течений, утвердившихся на территории Приднестровья.
Согласно Конституции Приднестровья (Раздел I, статья 9), Приднестровская Молдавская Республика — светское государство. Конституция гарантирует равенство религиозных объединений перед законом».
Основная религия страны — христианство: православие, католицизм, протестантизм различных направлений. Также небольшая часть населения исповедует ислам, иудаизм или являются неверующими. 

## Христианство

### Православие
Православие — доминирующая конфессия в ПМР: большинство принадлежат юрисдикции Молдавской митрополии (в составе Русской Православной церкви). Правящий архиерей с 5 марта 2010 года — Савва (Волков), архиепископ Тираспольский и Дубоссарский. В епархию входит семь благочиний: Тираспольское, Бендерское, Слободзейское, Григориопольское, Дубоссарское, Рыбницкое и Каменское. Кафедральные соборы расположены в Тирасполе и Дубоссарах.

#### Старообрядчество
Территория Приднестровья относится к Кишинёвской и Молдавской епархии Русской православной старообрядческой церкви. По состоянию на 2016 год в ПМР действуют три старообрядческих храма: церковь Покрова Пресвятой Богородицы в городе Тирасполе, церковь великомученика Георгия Победоносца в селе Бычок, церковь Покрова Пресвятой Богородицы в городе Бендеры.

### Католицизм
В Рашково есть приходской дом и действующий, полуразрушенный костёл имени Святого Каэтана. Так же в Рыбнице возводится костел имени Святого Юзефа. В Тирасполе и Бендерах нет культовых религиозных зданий, рассматривается вопрос об их строительстве. На данный момент обряды проводятся в приходской часовне Тирасполя.
Руководит приходами ПМР Апостольский администратор-епископ, глава Римско-католической церкви Молдовы  — Антон Коша.

### Протестантизм
В Тирасполе представлены протестантизм — церковь Христа Спасителя; адвентисты седьмого дня — церковь «Маранафа» и церковь «Еманнуил».

## Иудаизм
В Приднестровье действует 4 синагоги - в Тирасполе, Бендерах, Дубоссарах и Рыбнице. В ПМР нет раввинов, из-за этого культовые обряды выполняют канторы. Евреи, проживающие на территории Республики Молдова и в Приднестровской Молдавской Республики, объединены в Ассоциацию еврейских общин.

## Международное общество сознания Кришны
В Тирасполе есть община вайшнавов, которая была зарегистрирована как Религиозная организация "Общество Сознания Кришны" в 1995 году.